# Kanton Amiens-8 (Nord)
Der Kanton Amiens-8 (Nord) war von 1985 bis 2015 ein französischer Wahlkreis im Arrondissement Amiens, im Département Somme und in der Region Picardie; sein Hauptort war Amiens. Der Kanton lag im Mittel 44 m, zwischen 14 m in Amiens und 131 m in Poulainville.

## Gemeinden
Der Kanton bestand aus zwei Gemeinden und einem Teil der Stadt Amiens (angegeben ist hier die Gesamteinwohnerzahl; im Kanton lebten etwa 14.600 Einwohner der Stadt):
| Gemeinde     | Einwohner Jahr | Fläche km² | Bevölkerungsdichte | Code INSEE | Postleitzahl |
| ------------ | -------------- | ---------- | ------------------ | ---------- | ------------ |
| Allonville   | 745 (2013)     | 10,37      | 72 Einw./km²       | 80020      | 80260        |
| Amiens       | 132.699 (2013) | –          | – Einw./km²        | 80021      | 80000        |
| Poulainville | 1.231 (2013)   | 12,6       | 98 Einw./km²       | 80639      | 80260        |